# Ирхина, Валентина Васильевна
Валентина Васильевна Ирхина (1928 — 8 апреля 2015) — передовик советского сельского хозяйства, звеньевая совхоза «Верхнебузиновский» Клетского района Волгоградской области, Герой Социалистического Труда (1976).

## Биография
Родилась в 1928 году на территории Клетского района Волгоградской области в русской семье.
Работать начала в полеводческой бригаде в годы Великой Отечественной войны. С 1957 года работала трактористкой в 1-м отделении совхоза «Верхнебузиновский». В 1965 году стала членом хозрасчётного звена. позже сама стала возглавлять звено по выращиванию картофеля. На протяжении ряда лет её звено выходило победителем социалистического соревнования.
По итогам восьмой пятилетки была премирована автомобилем Москвич и удостоена ордена Трудового Красного Знамени.
Указом Президиума Верховного Совета СССР от 23 декабря 1976 года за получение высоких результатов в сельском хозяйстве и рекордные показатели в растениеводстве Валентине Васильевне Ирхиной было присвоено звание Героя Социалистического Труда с вручением ордена Ленина и медали «Серп и Молот».
Продолжала и дальше трудиться в сельском хозяйстве. После выхода на пенсию стала проживать в городе Суровикино Волгоградской области. Умерла 8 апреля 2015 года.

## Награды
За трудовые успехи была удостоена:
- золотая звезда «Серп и Молот» (23.12.1976)
- два ордена Ленина (07.12.1973, 23.12.1976)
- Орден Трудового Красного Знамени (08.04.1971)
- другие медали.